# Subud
Subud är en internationell andlig rörelse som grundades av Muhammed Subuh Sumohadiwidjojo (även känd som "Bapak", det indonesiska ordet för "fader") i Indonesien på 1920-talet. 
Namnet Subud användes först i slutet av 1940-talet då Subud blev lagligen registrerat i Indonesien. Grunden för Subud är en andlig övning som ofta kallas 'latihan kejiwaan' och som av Muhammad Subuh sades representera vägledning från "Kraften av Gud" eller "den store livskraften". 
Det finns nu grupper i över 70 länder, med cirka 10 000 medlemmar.